# Поялес-дель-Ойо
Поялес-дель-Ойо (ісп. Poyales del Hoyo) — муніципалітет в Іспанії, у складі автономної спільноти Кастилія-і-Леон, у провінції Авіла. Населення — 620 осіб (2010).
Муніципалітет розташований на відстані близько 130 км на захід від Мадрида, 65 км на південний захід від Авіли.

## Демографія
Динаміка населення (INE ):